# Sinapaldehyde
Sinapaldehyde es un compuesto químico. En Arabidopsis thaliana, este compuesto es parte de la ruta de biosíntesis de la lignina. La enzima dihidroflavonol 4-reductasa utiliza sinapaldehyde y NADPH para producir el alcohol sinapílico y NADP+.
Se encuentra en Senra incana (Hibisceae). Es un peso molecular bajo fenólico compuesto susceptible de ser extraído de los tapones de corcho del vino.